# Прасковеевка
Праскове́евка — село в Краснодарском крае. Входит в состав Дивноморского сельского округа муниципального образования город-курорт Геленджик. Село знаменито тем, что недалеко находится так называемый «Дворец Путина».

## География

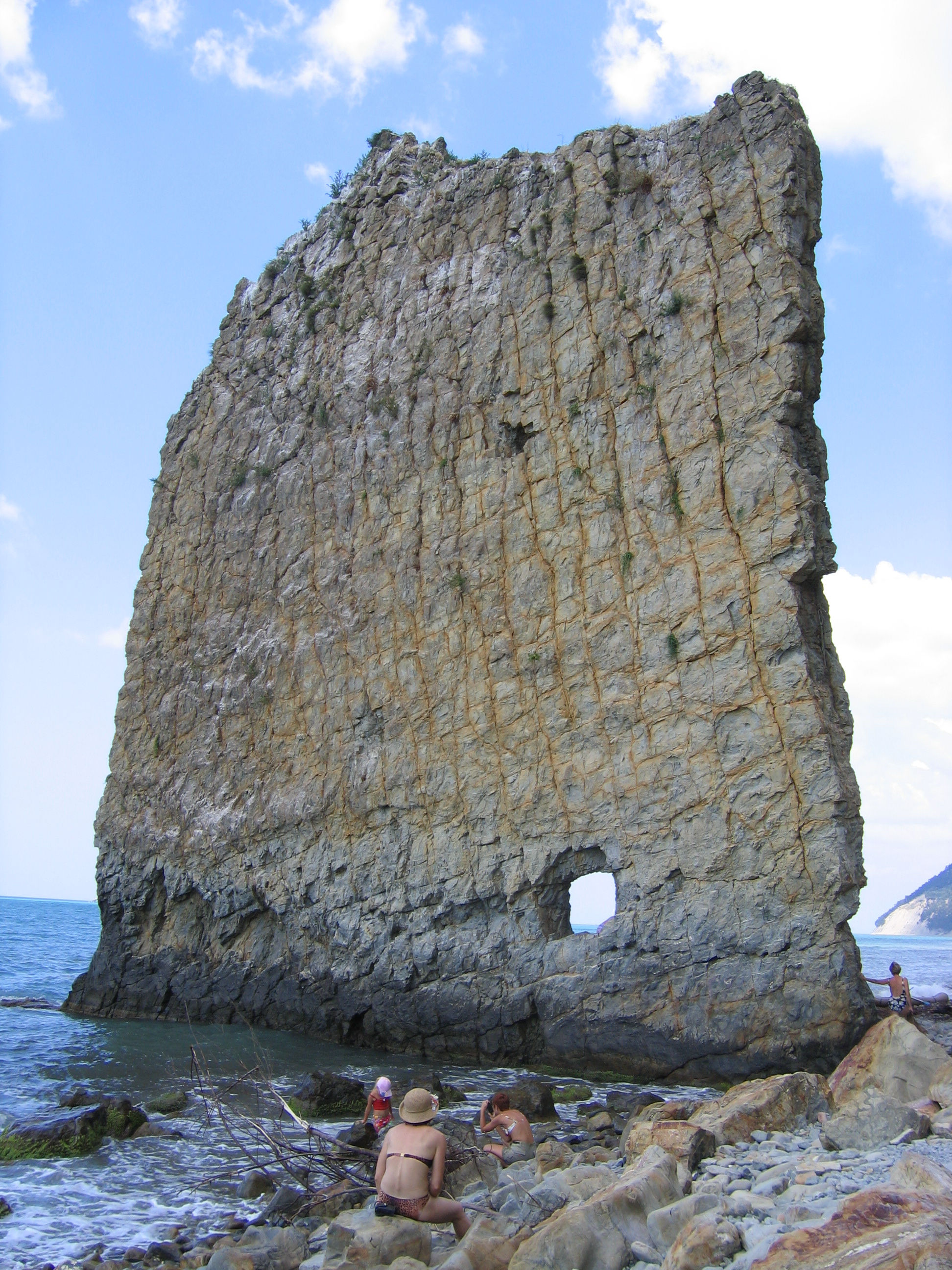
Скала Парус у побережья Чёрного моря

Селение находится в 20 км к юго-востоку от Геленджика, в конце дороги Дивноморское — Прасковеевка и расположено по обеим берегам реки Джанхот, вдоль долины которого село тянется на 6 км. Недалеко от места впадения реки Джанхот в Чёрное море, расположен памятник природы — «скала Парус».
Рельеф местности преимущественно гористо-холмистый. Средние высоты на территории села составляют около 70 метров. Относительные перепады высот составляют около 300 метров.

## История
До завершения Кавказской войны эти места населяли адыги, депортированные царским правительством в 1864 году.
Современное селение Прасковеевка было основано в 1877 году греками, бежавшими из Турции в Россию, во время Русско-Турецкой войны (1877—1878).
По местным преданиям возникновение названия села связано с тем, что первой в этих местах поселилась женщина по имени Прасковья. Её хутор назвали Прасковьевым, а селение, которое затем возникло на его месте — Прасковеевка. По другой версии, название села произошло от Прасковьего дня — момента основания поселения.
По данным на 1 января 1894 году деревня Прасковеевка входила в Новороссийский участок.
В 1896 году Прасковеевке населённому пункту присвоено статус села, в связи с постройкой в ней каменного храма во имя «Усекновения Главы Иоанна Предтечи». В 1905 году в селе была построена первая церковно-приходская школа.
В 1917 году село Прасковеевка записано в составе Новороссийского округа Черноморской губернии.
11 мая 1920 года Кубано-Черноморский ревком принял постановление о передаче села Прасковеевка Геленджикскую волость Черноморского округа.
По постановлению от 26 января 1923 года, село оказалось в составе Геленджикского района Черноморского округа.
В годы коллективизации, на базе села был создан колхоз, в который входили все близлежащие местности, включая выходившие к морю поселения — Молоканова и Красная Щель.
В 1946 году в результате смерча, село Красная Щель сильно пострадало. В результате жителей села Красная Щель было решено переселить в Прасковеевку.
В 1955 году село Прасковеевка было зарегистрировано в составе Фальшиво-Геленджикского сельского совета Геленджикского района.
1 января 1968 года село передано в состав Большого Геленджика и в административное ведение Геленджикского городского Совета.
С 10 марта 2004 года село Прасковеевка входит в состав Дивноморского сельского округа муниципального образования город-курорт Геленджик.

## Население
| 2002 | 2010 |
| ---- | ---- |
| 245  | ↗315 |

## Достопримечательности
- Скала Парус — памятник природы. Вертикально стоящий на берегу моря пласт песчаника, отделённый от основного скального массива провалом.
- В окрестностях Прасковеевки, на мысе Идокопас, расположена резиденция неофициально называемая «Дворец Путина» (строится с 2005 года в стиле итальянского неоренессанса, архитектор Ланфранко Чирилло). Общая площадь 17 691 м² (территория прилегающей лесной зоны 7000 гектаров). По неподтвержденным данным, оценочная стоимость строительства составляет 100 млрд рублей (€1,1 млрд). Основные инвесторы ГК «Транснефть» и ГК «Роснефть».[5][6][7].

## Интересный факт
- У реки Джанхот, на которой располагается село Прасковеевка, имеется соимённый населённый пункт, но он располагается не на ней, на соседней реке Хотецай западнее.

## Улицы
| Береговская Щель |
| Горная           |
| Заречная         |

| Кизириди  |
| Кукушкина |
| Морская   |

| Нагорная     |
| Партизанская |
| Подгорная    |

| набережная Цыганова |

## Транспортное сообщение с Геленджиком
Автобус 108. Автобусное расписание: https://praskoveevka.com/autobus.jpg Архивная копия от 23 сентября 2019 на Wayback Machine

## Инфраструктура
В селе есть: Клуб, библиотека, почтовое отделение, медпункт, церковь, кладбище и пожарная часть. Также есть несколько магазинов и парикмахерская.